# Піски скляні
Піски скляні (рос. пески стекольные, англ. glass-making sands, нім. Glassande m pl) – кварцові рівномірнозернисті піски, найважливішою складовою частиною яких є оксид кремнію (кремнезем). 

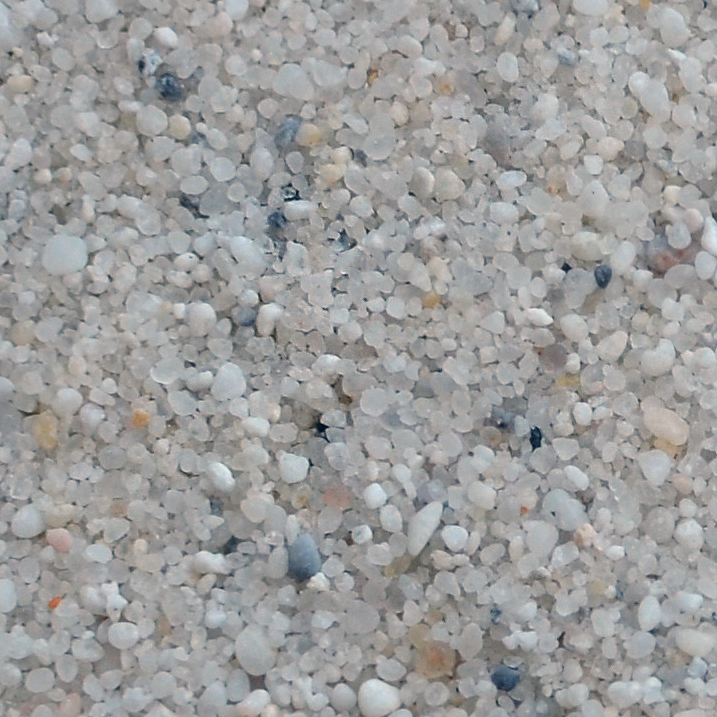
Кварцовий пісок

## Загальний опис
Вміст SiO2 становить від 95,0% для низьких марок до 99,8% для високих марок; Fe2O3 – 0,01-0,25%; Al2O3 – 0,1-4,0%, важкої фракції для високих марок – 0,05%. При вмісті в пісках високих марок важкої фракції в межах допуску жорстко контролюється вміст сполук хрому, титану і ванадію. Для пісків низьких марок вміст важких фракцій не нормується. Лімітується також зерновий склад на ситах номер 08 і 01. Високоякісними вважаються піски, що містять не менше 90% зерен розміром від 0,1 до 0,3–0,5 мм. При цьому кількість зерен розміром понад 0,8 мм повинна бути мінімальною. Вміст зерен менше 0,1 мм не повинен перевищувати 5-8%. Форма зерен скляних пісків не нормується. Зі скляних пісків виготовляють високоякісне віконне, кришталеве, дзеркальне, технічне і спеціальне скло. 
На території України розвідано 24 родовища скляних пісків (у Харківській, Донецькій, Чернігівській, Львівській та інших областях). В Україні високоякісні скляні піски добувають у Львівському родовищі. Балансові запаси скляних пісків в Україні становлять понад 120 млн т. 
Всі родовища скляних пісків є типовими уламковими і осадовими. Утворилися вони в результаті руйнування порід, що містять кварц (гранітів, пісковиків, кварцитів та ін.), перенесення, сортування і наступного відкладання перенесеного матеріалу. Дуже часто скляні піски залягають у вигляді прошарків, лінз або неправильної форми покладів серед інших піщаних відкладів. Серед них виділяють сучасні і древні, морські, озерні, елювіальні, делювіальні, алювіальні, флювіогляціальні, еолові тощо. Поклади високоякісних скляних пісків приурочені, як правило, до морських і озерних відкладів різного віку від силуру до четвертинного періоду.
Серед палеогенових та неогенових морських відкладів чисті білі піски поширені в Україні (родовища Часовярське, Авдіївське). Чисті сучасні кварцові піски поширені, наприклад, на узбережжі Азовського моря. З озерних відкладів великий інтерес становлять древні озерно-болотні і частково річкові дельтові піски. Прикладом елювіальних скляних пісків є піски Харгінського родовища в Прибайкаллі. Делювіальні скляні піски відомі в Кузнецькому басейні, біля м. Кемерово, і Закавказзі, поблизу м. Тбілісі. Алювіальні річкові скляні піски відомі по р.Кума на Північному Кавказі, в районі м.Мінеральні Води. З дочетвертинними алювіальними відкладами пов’язано багато родовищ скляних пісків у Європейській частині Росії і в Сибіру.
Родовищами кращих в Україні скляних пісків є Новоселівське, Глібівське, Авдіївське, Рокитнівське і Львівське. Ці родовища забезпечують сировиною скляні заводи  України, а також експортуються. З них виготовляють високоякісне віконне, кришталеве, дзеркальне, технічне і спеціальне скло. Балансові запаси скляних пісків в Україні становлять понад 120 т.